# 里奇蘭鎮區 (堪薩斯州邁阿密縣)
里奇蘭鎮區（英語：Richland Township）是位於美國堪薩斯州邁阿密縣的一個行政鎮區。

## 地方資料
里奇蘭鎮區的面積為182.09平方千米，當中陸地面積為171.07平方千米，而水域面積為11.02平方千米。根據2010年美國人口普查的數據，當地共有人口2051人，而人口密度為每平方千米11.26人。

## 外部連結
- US-Counties.com
- City-Data.com （页面存档备份，存于）